# Mostly Autumn
I Mostly Autumn sono una gruppo musicale inglese attivo dal 1998, il cui stile musicale coniuga forti elementi progressive rock, in particolar modo Genesis e Pink Floyd, con altri tipici del folk.

## Storia
I Mostly Autumn si formarono verso la fine degli anni novanta. La formazione originale del gruppo (come si evince nel primo album) era composta da Bryan Josh (chitarra elettrica, voce, chitarra acustica a 6 e 12 corde, e-bow), Heather Findlay (voce, tamburello, chitarra acustica a 6 corde), Iain Jennings (tastiere, voce), Liam Davison (chitarra elettrica, voce, chitarra acustica a 6 e 12 corde), Bob Faulds (violini), Stuart Carver (basso), Kev Gibbons (feadòg) e Allan Scott (batteria). Angela Gordon (nata Goldthorpe) e Che erano segnalati come artisti esterni, con la prima che entrerà stabilmente nel gruppo in un secondo momento.
All'uscita del secondo album, Allan Scott fu sostituito da Rob McNeil; quest'ultimo fu rimpiazzato a sua volta da Jonathan Blackmore nel 2001, anno d'uscita del terzo album, mentre, nello stesso anno, al basso Stuart Carver lasciò il posto a Andy Smith.
Nel biennio 2006-2007 la band era composta da Bryan Josh, Heather Findlay, Angela Gordon (nata "Goldthorpe"), Chris Johnson (tastiere e chitarra), Andy Smith, Gavin Griffiths (batteria) e Olivia Sparnenn (seconda voce).
Iain Jennings aveva temporaneamente lasciato la band all'inizio del 2006 per seguire le proprie ambizioni da solista, e ha fondato una propria band (nonostante partecipi e contribuisca a progetti di vari altri artisti), i Breathing Space. Alla fine del 2005 è stato pubblicato il suo primo album da solista, dall'omonimo titolo Breathing Space.
Il tastierista Ben Matthews, dei Thunder, suonò con il gruppo al Baja Prog Festival del marzo 2006, che si teneva in Messico, come membro ufficiale della band. Tuttavia in seguito fu stabilmente  arruolato Chris Johnson che ha cominciato a rivestire progressivamente un ruolo sempre più importante alle tastiere, oltre che alla chitarra elettrica, nonché autore, coature e cantante di molti brani, pregevolmente affiancato da Anne-Marie Helder, anch'essa alle tastiere, alla chitarra acustica, al flauto e ai cori.
All'inizio del 2007 sia Liam Davison che Andrew Jennings hanno lasciato il gruppo, il primo per concentrarsi esclusivamente sul proprio progetto da solista, mentre il secondo per dedicarsi a tempo pieno all'altra band di cui è componente, gli Snowfight in the City Centre. Sebbene Gavin Griffiths, ex batterista di Karnataka e Fish, sia stato ingaggiato per colmare il vuoto lasciato da Jennings alla batteria, la band ha deciso di non fare lo stesso con Liam Davison, preferendo adattare le musiche o in alternativa coinvolgendo Heather Findlay, Chris Johnson e Anne- Marie Helder per parti addizionali di chitarra.
Nel 2005 Heather Findlay e Angela Gordon hanno iniziato un progetto comune, chiamato Odin Dragonfly. Da allora si sono prodotte in numerose esibizioni live che proseguono tuttora e nel 2007 hanno registrato il loro primo album, intitolato Offerings.
All'inizio del 2010 Heather Findlay ha ufficialmente lasciato il gruppo sostituita come voce solista da Olivia Sparnenn, che l'anno successivo si è sposata con Bryan Josh.

## Curiosità
- Una delle caratteristiche nei primi quattro lavori in studio dei Mostly Autumn (senza considerare "Music Inspired by Lord of the Rings") è che la prima canzone di un album tende a cominciare dove il lavoro precedente era terminato. Ascoltando attentamente, si può notare come gli ultimi secondi dell'ultima canzone dell'album di esordio "For All We Shared" vengano ripresi nella prima del successivo "The Spirit of Autumn Past" per poi svanire lentamente, così come avviene poi anche su "The Last Bright Light" fino a "Passengers".
- Heather Findlay ha collaborato con il progetto Ayreon di Arjen Anthony Lucassen, interpretando il personaggio di "Love" nella Metal Opera The Human Equation, (2004).
- Il nome del progetto parallelo di Angela Gordon e Heather Findlay, "Odin Dragonfly", è l'anagramma di "Findlay Gordon".

## Formazione

### Formazione attuale
- Olivia Sparnenn (Voce, percussioni)
- Bryan Josh (Chitarre elettriche ed acustiche, basso, voce, tastiere, piano)
- Andy Smith (Basso)
- Alex Cromarty (Batteria)
- Iain Jennings (Tastiere, piano, Hammond organ)
- Anne-Marie Helder (Voce, tastiere, flauto, chitarra acustica)
- Liam Davison (Chitarra elettrica ed acustica, voce)

### Ex componenti
- Liam Davison (Chitarre)
- Heather Findlay (voce, tamburello, chitarra acustica a 6 corde)
- Andrew Jennings (Batteria)
- Iain Jennings (Tastiere)
- Bob Faulds (Violini)
- Stuart Carver (Basso)
- Kev Gibbons (Feadòg)
- Allan Scott (Batteria)
- Rob McNeil (Batteria)
- Jonathan Blackmore (Batteria)
- Gavin Griffiths (Batteria)

## Discografia

### Album studio
- For All We Shared (1998)
- The Spirit of Autumn Past (1999)
- The Last Bright Light (2001)
- Music Inspired by Lord of the Rings (2001)
- Passengers (2003)
- Storms Over Still Water (2005)
- Heart Full of Sky (2006)
- Glass Shadows (2008)
- Go Well Diamond Heart (2010)
- The ghost moon orchestra (2012)
- Dressed in voices (2014)
- Sight of Day (2017)
- White Rainbow (2018)
- Graveyard Star (2021)

### Raccolte
- Heroes Never Die - The Anthology (2002, deleted)
- Catch the Spirit - The Complete Anthology - 2 CD (2002)
- Pass the Clock - 3 CD (2009)

### EP e Singoli
- Goodbye Alone (2001)
- Prints in the Stone (2001)
- Spirits of Christmas Past (2005)

### Live
- The Story So Far (CD, VHS, DVD 2001)
- Live in the USA (2003)
- The Fiddler's Shinding (CD 2003, DVD 2005)
- Live at Canterbury Fayre (2003)
- Live at the Grand Opera House (DVD 2003)
- The Next Chapter (DVD 2003)
- V Shows (DVD 2004, 2 CD 2005)
- Pink Floyd Revisited (2 CD 2004, 2 DVD 2005)
- Storms Over London Town (2006)
- Live part I (2009)
- Live part II (2009)
- That night in Leamington (2 CD, DVD 2010)
- Still beautiful (2 CD, 2011)
- Live at the High voltage (2 CD, 2011)
- Live at the Boerderij (2 CD, DVD 2012)
- Box of tears ("Dressed in voices" registrato dal vivo) (2014)
- Acoustic (in support of Genesis revisited tour 2014) (2014)